# П'єр Буаст
П'єр-Клод-Віктор Буаст фр. Pierre Claude Victor Boiste (1765, Париж — 24 квітня 1824, Іврі-сюр-Сен) — французький лексикограф і поет. Відомий як редактор Універсального словника французької мови (фр. Dictionnaire universel de la langue française), вперше виданого у 1800 році.

## Біографія
Отримав юридичну освіту в Королівській Академії Даммартена. Однак згодом покинув правничу кар'єру «за станом здоров'я» для того, щоб присвятити себе діяльності лінгвіста й письменника. У цей час він створив свої найвидатніші праці, зокрема — «Універсальний словник французької мови». Словник Буаста мав чималий успіх і до 1866 року перевидавався 15 разів. Особливо цьому сприяли революція й науково-технічний прогрес, які змусили багатьох малоосвічених людей опановувати нову для них наукову, політичну та юридичну термінологію.

## Афоризми
Крім своїх наукових праць, Буаст відомий як письменник і публіцист, стиль якого був яскраво афористичним. Багато хто знає П'єра Буаста як автора численних крилатих висловів. Наприклад:
- Ледарями часто стають люди із надто великими планами.
- Парнас би опустів, якби звідти вигнали наслідувачів.
- Тільки Бог може укласти досконалий словник.
- Щоби змінити розум, потрібно спочатку змінити серце.
- Усі люди шукають щастя, і ніхто його не знаходить.
- Якби всі людські бажання здійснилися, земля стала би пеклом.